# 11-та парашутна дивізія (Третій Рейх)
11-та парашу́тна диві́зія (нім. 11. Fallschirm-Jäger-Division) — парашутна дивізія в складі повітряно-десантних військ Німеччини, що діяла з квітня по травень 1945 в Австрії.

## Історія
11-та парашутна дивізія розпочала формування в районі австрійського міста Лінц з березня 1945. Полки та батальйони комплектувалися з резервних підрозділів та частин Люфтваффе, запасних формувань, а також формувань винищувальної авіації (в тому числі Jagdgeschwader 101), що були розформовані внаслідок розгрому.
Планове формування з'єднання не було завершено до 1 травня, як планувалося раніше, й хоча офіційно було припинене 8 квітня 1945, продовжувалося спонтанно за рахунок льотного складу частин, що зазнали значних втрат у техніці. 11 квітня перший командир дивізії оберст Герінке прибув до Лінцу й очолив комплектування дивізії. За станом на 20 квітня 11-та дивізія налічувала більш ніж 4 400 чоловік. Однак, лише 1 100 знаходилося в Лінці, 650 — північніше у містечку Гершинг, решта (майже 2 700 о/с) не могли вирушити з Німеччини з міста Гарделеген (Саксонія-Ангальт).
Дивізія брала участь спорадично у бойових діях та здалася американським військам у травні 1945.

## Райони бойових дій дивізії
- Австрія (квітень — травень 1945).

## Склад дивізії
| Бойовий склад 11-ї пд | |
| Постійні              | |
| 1945                  | - штаб дивізії (Stab (Stab, Rest-Kommando, Flugbereitschaft, Kradmeldezug); - 37-й парашутний полк (Fallschirm-Jäger-Regiment 37); - 38-й парашутний полк (Fallschirm-Jäger-Regiment 38); - 39-й парашутний полк (Fallschirm-Jäger-Regiment 39); - 11-й артилерійський полк (Fallschirm-Artillerie-Regiment 11); - 11-й саперний батальйон (Fallschirm-Pionier-Bataillon 11); - 11-та протитанковий дивізіон (Fallschirm-Panzer-Jäger-Abteilung 11); - 11-та дивізійне командування тилу (Kommandeur der Fallschirm-Jäger-Division Nachschubtruppen 11); - 11-та загін повітряної розвідки (Fallschirm-Luftnachrichten-Abteilung 11); - 11-та медико-санітарний батальйон (Fallschirm-Sanitäts-Abteilung 11); - 11-й рота зв'язку (Fallschirm-Nachrichten-Kompanie 11). |

## Командир дивізії
- оберст Вальтер Геріке (5 квітня — до середини квітня).